# Te'esi
Te'esi est une localité française, qui n'a pas le statut de commune mais le statut de village, de Wallis-et-Futuna, dans le district de Mu'a, au sud de l'île de Wallis. 

## Géographie

### Situation et description
Entouré par les villages de Lavegahau, Vailala et Liku, Te'esi est situé à 13 km au nord-est de Mata-Utu, la plus grande ville des environs.

## Urbanisme

### Hameaux, lieux-dits et écarts
À Wallis, les villages sont divisés en plusieurs sections (des « classes », kalasi) qui se complètent ou se relaient dans toutes les entreprises collectives et pour l’organisation des cérémonies. Parmi ces kalasi se trouvent des zones résidentielles nommées api.

#### Api
Fatai.

## Politique et administration
Le chef de village (tui'uvea) Siliako Lauhea du 2 mars 2013 à 2016. Lusiano Selemaea Falema'a le remplace en 2017.

## Population et société

### Démographie
En 2018, le village de Te'esi compte une population de 216 habitants.